# Pat McCabe
Patrick Joseph McCabe (Manly, 21 de marzo de 1988) es un ex–jugador australiano de rugby que se desempeñaba como centro. Se retiró a los 26 años de edad, debido a que su cuerpo no soportaba sus múltiples lesiones.

## Carrera
Proveniente de los Sydney Rays, equipo de la National Rugby Championship, fue contratado por los Brumbies para disputar el Super Rugby 2010. Jugó como titular todos los partidos de esa temporada, siendo el único de su equipo en hacerlo.
Debido a su segunda lesión del cuello, no pudo jugar la final del Super Rugby 2013 donde los Brumbies cayeron 27–22 frente a los Chiefs.
Al momento de retirarse McCabe estaba negociando un contrato por US$2 millones para jugar en el Top 14.

## Selección nacional
Integró a los Junior Wallabies, con quienes disputó el Campeonato Mundial de Rugby Juvenil 2007 y obtuvo el tercer puesto. Con los Wallabies 7 además, disputó los Juegos de la Mancomunidad de 2010 y allí sufrió su primera lesión que lo dejó fuera del torneo.
Fue convocado a los Wallabies por primera vez para el Torneo de las Tres Naciones 2010 pero no jugó ningún partido. Su debut se produjo en noviembre de 2010 cuando enfrentó a la Azzurri; ingresó en el último minuto de juego en reemplazo de Adam Ashley-Cooper para la victoria 14–32.
Durante 2011 se consolidó como titular pero en noviembre de 2012 se rompió el cuello ante Les Bleus y estuvo inactivo seis meses. En junio enfrentó a los British and Irish Lions y se rompió el cuello por segunda vez, la Gira de 2013 fue su única presentación con los Wallabies en ese año.
Su último partido fue en el Rugby Championship 2014 y contra los All Blacks, fue golpeado en la cabeza y debió ser atendido: se rompió el cuello por tercera vez en dos años. Durante la consulta los médicos le aconsejaron retirarse inmediatamente, McCabe se realizó estudios intensivos la semana siguiente pero los diagnósticos no le fueron favorables, comunicó tal decisión el 28 de agosto y usando un cuello ortopédico.
En total jugó 24 partidos y marcó 25 puntos, productos de cinco tries.

### Participaciones en Copas del Mundo
Participó del mundial de Nueva Zelanda 2011 donde fue titular: jugó contra Italia (victoria 32–5), XV del Trébol (histórica derrota 6–15) y Estados Unidos donde marcó un try para el triunfo 67–5 y salió lesionado de un hombro. McCabe se recuperó tras dos semanas, regresando como titular ante los Springboks en cuartos de final.
Jugó en la derrota 20–6 ante los All Blacks, donde su hombro finalmente cedió y fue reemplazado por Berrick Barnes; fue operado luego del torneo. Posteriormente los Wallabies le ganaron a los Dragones rojos y obtuvieron el tercer puesto.
| Mundial                       | Sede          | Resultado     | PJ | Tries |
| ----------------------------- | ------------- | ------------- | -- | ----- |
| Copa Mundial de Rugby de 2011 | Nueva Zelanda | Tercer puesto | 5  | 1     |

## Palmarés
- Campeón de The Rugby Championship de 2011.
- Campeón del Australian Rugby Championship.